# Destiny's Child
Destiny's Child byla americká dívčí skupina v čele se zpěvačkou Beyoncé. Celosvětově, včetně sólových nahrávek, prodali více než 50 mil. kopií, z toho 17 mil. jen v USA. Podle World Music Awards se z hlediska prodejnosti nahrávek jedná o nejúspěšnější dívčí hudební skupinu všech dob.

## Historie
Před tím, než v roce 1990 vznikla skupina Destiny’s Child, její členky získávaly zkušenosti v šestičlenné teenagerovské skupině Girls' Tyme. Po několika letech tvrdé práce se upsaly labelu Columbia Records, se kterým přišla i změna jména. Debutová deska nazvaná jednoduše Destiny's Child se poměrně slušně prodávala, avšak ten pravý úspěch přišel až s druhým albem The Writing's on the Wall (1999), jenž je neomylně vrhlo na špičku hudebního mainstreamu. Nejúspěšnější byly singly „Bills, Bills, Bills“, „Bug a Boo“ a „Say My Name“. Navzdory komerčnímu i hudebnímu úspěchu skupinu postihl vnitřní konflikt, během nějž se LaTavia Roberson a LeToya Luckett pokusily vyhodit manažera Matthewa Knowlese kvůli údajnému nespravedlivému přerozdělování peněz ve prospěch Kelly Rowland a Beyoncé. V únoru 2000 se karta obrátila – Roberson a Luckett byly nahrazeny novými členkami Michelle Williams a Farrah Franklin. O pět měsíců později však Franklin rozhodla z osobních důvodů skupinu opustit. Dále už pokračovali jen jako trio.
Na třetím albu Survivor se odrazily četné rozbroje uvnitř skupiny, a možná i díky tomu bylo velmi úspěšné – ve světě se ho prodalo na 12 mil. kopií, z toho 4,3 mil. jen v USA. Singly „Survivor“ a „Bootylicious“ ovládly přední příčky světových hitparád. V roce 2002 Destiny's Child oznámily dočasnou pauzu, což byl prostor k tomu, aby se jednotlivé zpěvačky prosadily i sólově. Opětovné shledání v roce 2004 zpečetily třikrát platinovým albem Destiny Fulfilled. O rok později, během světového turné, oznámily rozpuštění skupiny za účelem sólových aktivit v hudbě, divadle, televizi a filmu.

## Diskografie

### Studiová alba
- 1998: Destiny's Child
- 1999: The Writing's on the Wall
- 2001: Survivor
- 2004: Destiny Fulfilled

### Kompilace
- 2005: #1's

### Remixová alba
- 2002: This Is the Remix

### Singly
- 1997: „No, No, No“
- 1998: „With Me“
- 1998: „Get on the Bus“
- 1999: „Bills, Bills, Bills“
- 1999: „Bug a Boo“
- 2000: „Say My Name“
- 2000: „Jumpin', Jumpin“
- 2000: „Independent Women Part I“
- 2001: „Survivor“
- 2001: „Bootylicious“
- 2001: „Emotion“
- 2002: „Nasty Girl“
- 2002: „8 Days of Christmas“
- 2004: „Rudolph the Red-Nosed Reindeer“
- 2004: „Lose My Breath“
- 2004: „Soldier“
- 2005: „Girl“
- 2005: „Cater 2 U“
- 2005: „Stand Up for Love“
- 2014: „Come Early“